# Aubane Droguet
Aubane Droguet (* 27. Dezember 2002) ist eine französische Tennisspielerin.

## Persönliches
Ihr knapp 1,5 Jahre älterer Brüder Titouan ist ebenfalls Tennisspieler.

## Karriere
Droguet spielt bislang vorrangig Turniere der ITF Women’s World Tennis Tour, auf der sie bislang 2 Siege im Doppel erzielte.
Vom französischen Tennisverband erhielt sie 2019 zusammen mit ihrer Partnerin Séléna Janicijevic für das Damendoppel der French Open eine Wildcard.

## Turniersiege

### Doppel
| Nr. | Datum             | Turnier                 | Kategorie | Belag     | Partnerin       | Finalgegnerinnen             | Ergebnis |
| --- | ----------------- | ----------------------- | --------- | --------- | --------------- | ---------------------------- | -------- |
| 1.  | 27. Juli 2019     | Les Contamines-Montjoie | ITF W15   | Hartplatz | Margaux Rouvroy | Rania Azziz Mathilde Dury    | 7:5, 6:3 |
| 2.  | 29. November 2020 | Monastir                | ITF W15   | Hartplatz | Schalimar Talbi | Chiara Catini Astrid Cirotte | 7:5, 6:1 |